# Janet Leigh
Janet Leigh, właściwie Jeanette Helen Morrison (ur. 6 lipca 1927 w Merced, Kalifornia, zm. 3 października 2004 w Beverly Hills) – amerykańska aktorka filmowa.

## Życiorys
W wieku 20 lat została „odkryta” przez aktorkę Normę Shearer, żonę dyrektora wytwórni filmowej Metro-Goldwyn-Mayer.
Najbardziej znana jest z drugoplanowej roli w Psychozie Alfreda Hitchcocka z 1960 roku, gdzie jej bohaterka została zasztyletowana w bardzo sugestywnej scenie morderstwa pod prysznicem. W wywiadach przyznała, że po obejrzeniu tej sceny nigdy już nie bierze prysznica. Za tę rolę była nominowana do Oscara i zdobyła Złoty Glob.
Zagrała w ponad 60 filmach, często w musicalach. Występowała u boku takich gwiazd jak John Wayne, Robert Mitchum, Frank Sinatra i Paul Newman, czy jej trzeci mąż Tony Curtis.

## Życie prywatne
Leigh bardzo wcześnie wyszła za mąż, już w wieku 15 lat. Małżeństwo to zostało anulowane. Drugie małżeństwo trwało tylko dwa lata. Jej trzecim mężem, w 1951 roku, został aktor Tony Curtis. Mieli dwie córki, które również zostały aktorkami: Jamie Lee Curtis i Kelly Curtis. Rozwiedli się w 1962 roku. W tym samym roku po raz czwarty wyszła za mąż, za reżysera Roberta Brandta.
Janet Leigh zmarła w swoim domu w Beverly Hills, w wieku 77 lat.

## Filmografia
- 1947 If Winter Comes – Effie Bright
- 1947 Romance of Rosy Ridge, The – Lissy Anne MacBean
- 1948 Akt przemocy (Act of Violence) – Edith Enley
- 1948 Hills of Home – Margit Mitchell
- 1948 Słowa i muzyka – Dorothy Feiner Rodgers
- 1949 Małe kobietki (Little Women) – Meg March
- 1949 Holiday Affair – Connie Ennis
- 1949 That Forsyte Woman – June Forsyte
- 1949 Red Danube, The – Maria Buhlen
- 1949 Lekarz i dziewczyna (Doctor and the Girl, The) – Evelyn 'Taffy' Heldon
- 1951 It's a Big Country – Rosa Szabo Xenophon
- 1951 Two Tickets to Broadway – Nancy Peterson
- 1951 Angels in the Outfield – Jennifer Paige
- 1951 Strictly Dishonorable – Isabelle Perry
- 1952 Just This Once – Lucille Duncan
- 1952 Fearless Fagan – Abby Ames
- 1952 Scaramouche – Aline de Gavrillac de Bourbon
- 1953 Walking My Baby Back Home – Chris Hall
- 1953 Houdini – Bess Houdini
- 1953 Confidentially Connie – Connie Bedloe
- 1953 Naga ostroga (Naked spur, The) – Linia Patch
- 1954 Niezłomny wiking – księżniczka Aleta
- 1954 Living It Up – Wally Cook
- 1954 Black Shield of Falworth, The – Lady Anne
- 1954 Rogue Cop – Karen Stephanson
- 1955 Moja siostra Eileen (My Sister Eileen) – Eileen Sherwood
- 1955 Pete Kelly's Blues – Ivy Conrad
- 1956 Safari – Linda Latham
- 1957 Pilot odrzutowców – porucznik Anna Marladovna/Olga
- 1958 Dotyk zła (Touch of Evil) – Susie
- 1958 Wikingowie (Vikings, The) – Morgana
- 1959 Wymarzony urlop (Perfect Furlough, The) – Vicki Loren
- 1960 Who Was That Lady? – Ann Wilson
- 1960 Psychoza (Psycho) – Marion Crane
- 1962 Przeżyliśmy wojnę (Manchurian Candidate, The) – Eugenie Rose 'Rosie' Chaney
- 1963 Wives and Lovers – Bertie Austin
- 1963 Bye Bye Birdie – Rosie DeLeon
- 1966 Kid Rodelo – Nora
- 1966 Three on a Couch – Dr Elizabeth Acord
- 1966 American Dream, An – Cherry McMahon
- 1966 Szpieg w zielonym kapeluszu (Spy in the Green Hat, The) – Miss Diketon
- 1966 Ruchomy cel (Harper) – Susan Harper
- 1967 Ad ogni costo – Mary Ann
- 1969 Hello Down There – Vivian Miller
- 1972 One Is a Lonely Number – Gert Meredith
- 1972 Night of the Lepus
- 1975 Columbo: Zapomniana dama (Columbo: Forgotten Lady) – Grace Wheeler Willis
- 1977 Murder at the World Series – Karen Weese
- 1977 Telethon – Elaine Cotten
- 1979 Boardwalk – Florence Cohen
- 1979 Mirror, Mirror – Millie Gorman
- 1980 Mgła (Fog, The) – Kathy Williams
- 1997 W cieniu siostry (In My Sister's Shadow) – Kay Connor
- 1998 Halloween: 20 lat później (Halloween H20: 20 Years Later) – Norma